# Erziehungsheim (Necknin)
Erziehungsheim war ein Wohnplatz bei Necknin im Gebiet der preußischen Provinz Pommern. 
Die Einrichtung wurde um 1880 als Rettungshaus für Kinder gegründet. Sie lag bei Necknin etwas nördlich der Chaussee Kolberg–Körlin (ab 1932/1934 Reichsstraße 124). Auf dem Messtischblatt war sie als „Rettungshaus“ eingetragen. In dem Wohnplatz wurden im Jahre 1885 16 Einwohner gezählt, im Jahre 1905 21 Einwohner. 
Bis 1945 bildete Erziehungsheim einen Wohnplatz in der Gemeinde Necknin und gehörte mit dieser zum Kreis Kolberg-Körlin in der preußischen Provinz Pommern.
1945 kam der Wohnplatz, wie ganz Hinterpommern, an Polen. Heute liegt die Stelle im Gebiet der polnischen Gmina Kołobrzeg (Landgemeinde Kolberg); die Bebauung an dieser Stelle hat in polnischer Sprache keinen besonderen Ortsnamen. 